# Zenekon
Eine Zenekon (jap. ゼネコン, von engl. General Contractor, wörtlich: „Generalunternehmer“) nennt man in Japan eine sehr große Baufirma.
Eine Zenekon führt typischerweise alle mit dem Bau eines Gebäudes verbundenen Tätigkeiten aus: Sie ist also oft gleichzeitig Bauherr, Architekt, Materialienlieferant, eigentliche Baufirma, und auch Makler und Verwaltungsgesellschaft nach Fertigstellung und damit deutlich mehr als ein deutscher General- oder gar Totalunternehmer. Seit neuestem kann sie zumindest in der Präfektur Tokio sich auch selbst die Baugenehmigung erteilen (ist also ihr eigenes Bauamt). Das ähnliche Prinzip gilt für Zenekons im privatisierten Tiefbau.
Die fünf größten Zenekons, genannt Super-Zenekons (スーパーゼネコン, Sūpā Zenekon), heißen Kajima Corporation, Taisei, Shimizu, Obayashi und Takenaka.
Die Zenekons haben mehr Macht als vergleichbare westliche Baufirmen und sind Teil des „eisernen Dreiecks“, einem engen informellen Zusammenspiel von Ministerialbürokratie, Politik und Wirtschaft.
Viele unwirtschaftliche Bauwerke in Japan werden auf den Druck der Zenekons auf die Politik zurückgeführt, so Brücken zwischen einsamen Inseln, die prunkvollen Stadien der Fußball-Weltmeisterschaft 2002 mitten im Niemandsland, die für drei Spiele erbaut wurden und heute verfallen, oder die vielen neuen Flughäfen wie der Flughafen Saga oder der Flughafen Shizuoka, die anschließend kaum von den Fluggesellschaften bedient werden, weil sie zu nah an anderen, etablierten Flughäfen liegen.
Die Zenekons kamen in der japanischen Wirtschaftsblase am Ende der 1980er Jahre in ihre Blütezeit. Aus dieser Zeit stammt auch ihr dekadentes Image in Japan; so ist ein bekanntes Gerücht, dass Zenekons nach Abschluss eines neuen Großauftrages die gesamte Belegschaft in Bordelle einladen.
Wegen ihrer finanziellen und politischen Macht und der oft rabiaten Methoden, mit denen sie Baugegner einschüchtern, werden die Zenekons auch oft in Verbindung mit der Yakuza gebracht.